# Miguel Fernández (poeta)
Miguel Fernández González (Melilla, 13 de mayo de 1931-ib., 5 de marzo de 1993) fue  un poeta español, o
77 por Eros y Anteros (1976). Cultivador de diversos estilos, su obra muestra una tendencia progresiva hacia el culturalismo y el hermetismo. Su primer libro fue Credo de libertad (1958). Con su segundo libro, Sagrada materia (1966), consiguió el premio Adonais. En su tercer libro, Juicio Final (1969), la dicción se hace más barroca, pero los siguientes, Monodia (1974) y Atentado celeste (1975), son más bien ejemplos de concisión y precisión herméticas. A partir de Eros y Anteros (1976) se consolida el barroquismo. Otros libros del autor, en esta misma línea, son Entretierras (1977), Tablas lunares (1980), Secreto secretísimo (1990), Bóvedas (1992) y Solitudine (1994).

## Premios
- Premio Adonáis de Poesía, por Sagrada materia (1966)
- Premio Nacional de Poesía, por Eros y Anteros (1977)
- Premio Internacional de Poesía Ciudad de Melilla, por Discurso sobre el páramo (1982)
- Premio Tiflos de  Poesía, por Secrteto secretísimo (1989)

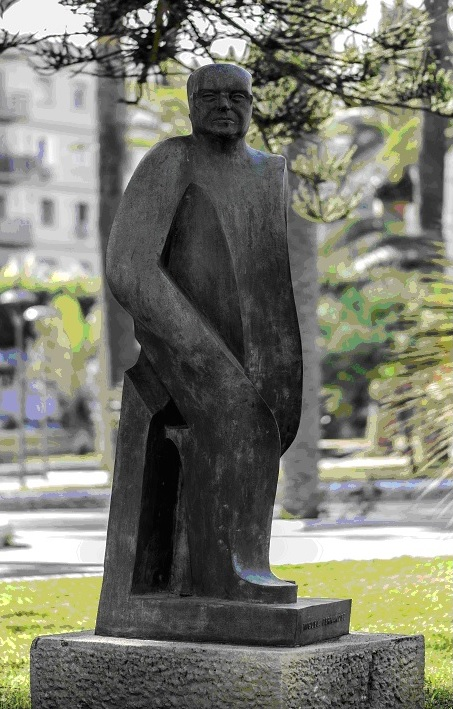
Homenaje al poeta Miguel Fernández. Obra de Mustafa Arruf

## Menciones y condecoraciones

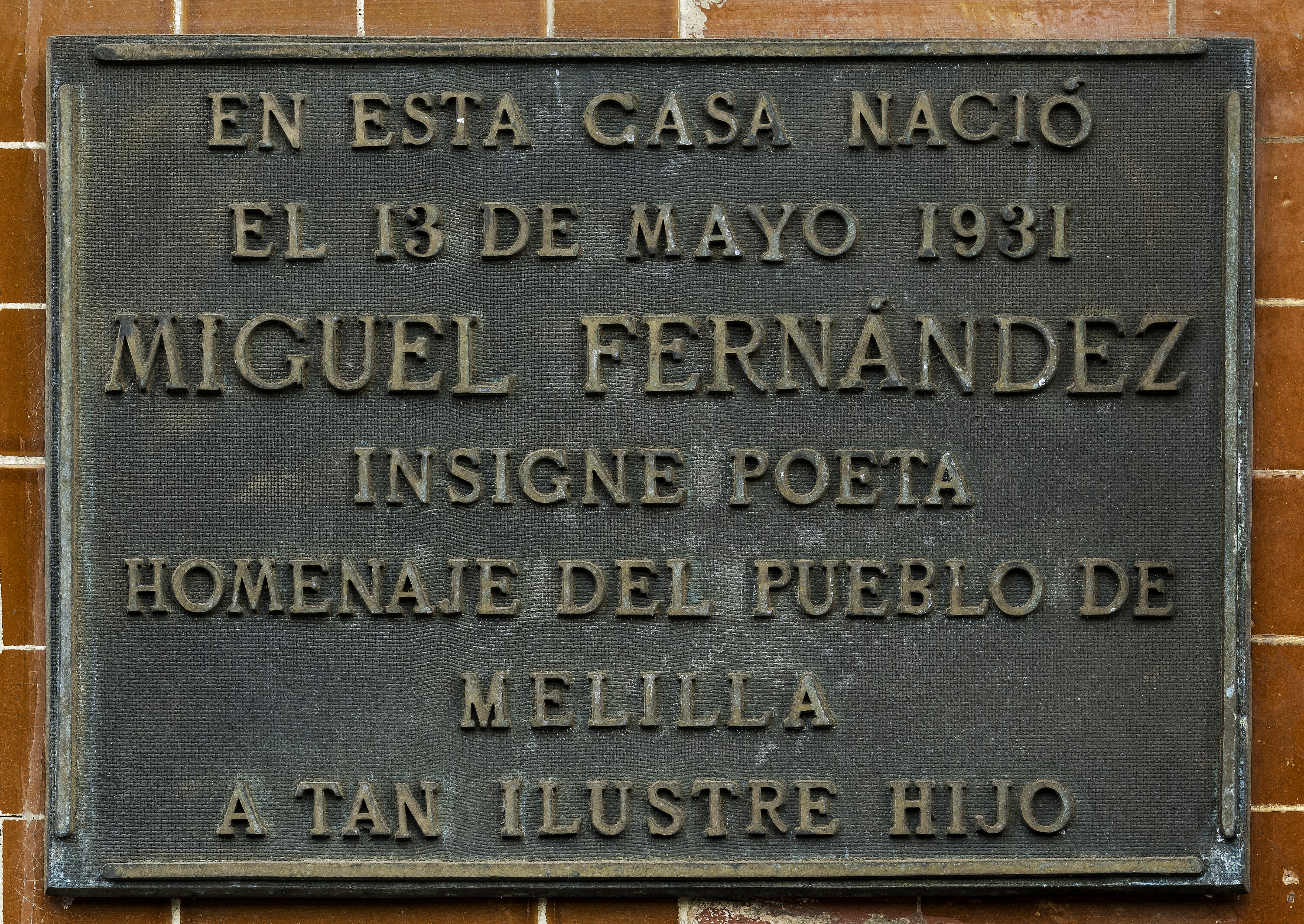
Placa homenaje en el vigésimo aniversario de su muerte.

- Hijo Predilecto e Hijo Preclaro y Medalla de la Ciudad Autónoma de Melilla
- Académico de la Academie Européenne des Sciences des Arts et des Lettres, con sede en París
- Académico de la Real Academia de Bellas Artes de San Telmo
- El Ayuntamiento de Melilla le dedicó una calle en la barriada de los poetas, en 1985
- La ciudad de Melilla erige la escultura Homenaje al poeta Miguel Fernández, en el parque Hernández, obra de Mustafa Arruf, 1994
- El Ministerio de Educación y Ciencia aprueba la denominación específica de «Miguel Fernández», para el Instituto de Educación Secundaria de Melilla, 29 de diciembre de 1994[2]
- Melilla rinde un homenaje en el vigésimo aniversario de su muerte: coloca una placa conmemorativa en la que fue su casa durante su infancia, en la avenida Duquesa de la Victoria, 2013[3]

## Obra literaria
• "Credo de Libertad", 1.ª edición (1958), 2.ª edición (1979) 
• "Sagrada Materia". Premio "Adonais" 1966.
• "Juicio Final", 1969. 
• "Monodia", 1974. 
• "Atentado Celeste", 1975. 
• "Eros y Anteros", Premio "Álamo", 1976 y Premio "Nacional de Literatura", 1977. 
• "Entretierras", 1977.
• "Del jazz y otros asedios", 1978.
• "Las flores de Paracelso", 1979. 
• "Tablas lunares", 1980. 
• "Discurso sobre el páramo", Premio Internacional "Ciudad de Melilla", 1982. 
• "Secreto secretísimo", Premio Internacional" Tiflos", 1989. 
• "Historias de suicidas", ensayo, 1990. 
• "Fuegos de la memoria", 1991.
• "Bóvedas", Premio "San Juan de la Cruz", 1992. 
• "Solitudine", obra póstuma publicada en 1994.